# Pietro Paolo Corbarelli

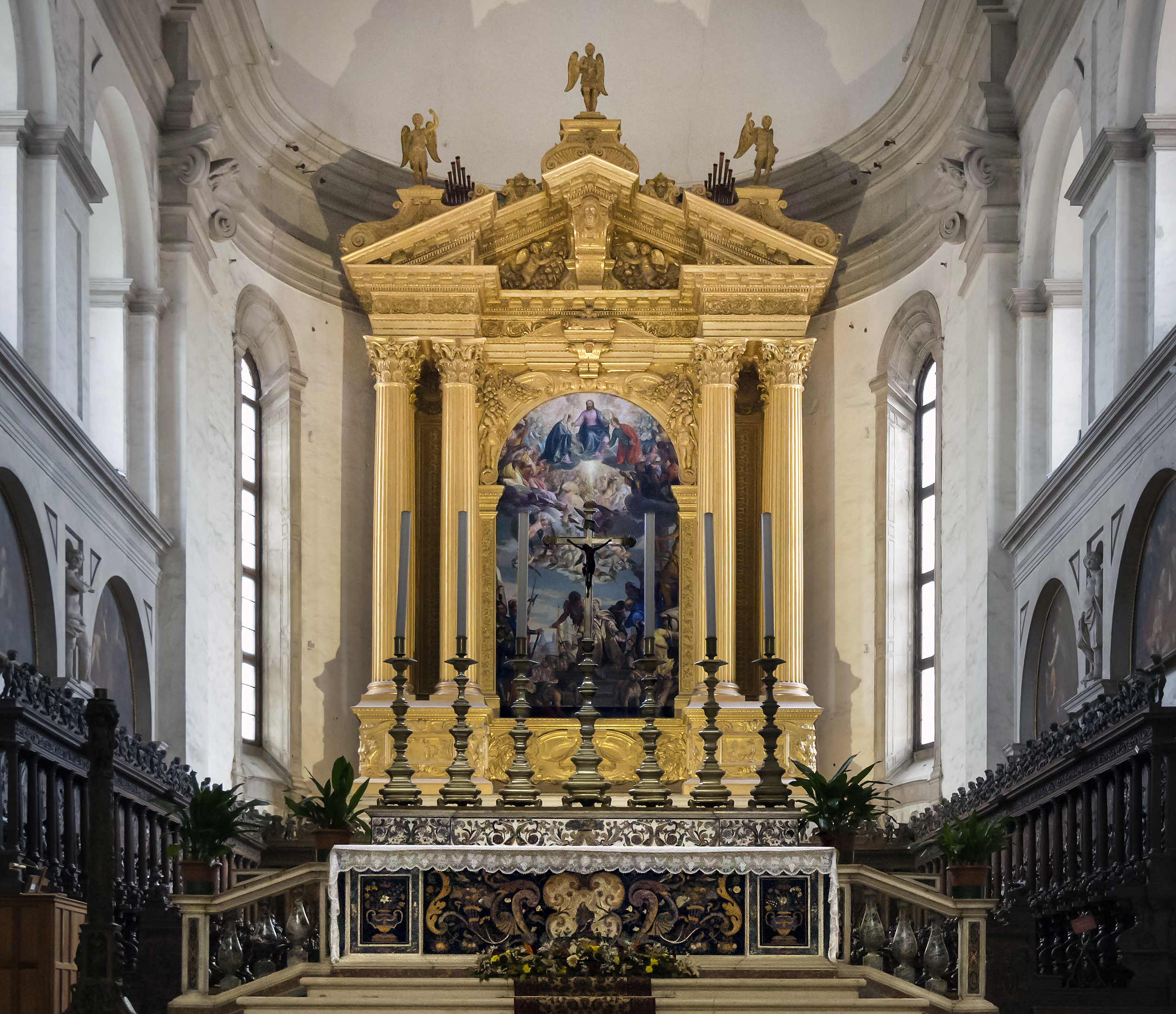
Padova, Basilica di Santa Giustina, Altare maggiore.

Pietro Paolo Corbarelli (Firenze, 1589 – Padova, 15 settembre 1649) è stato uno scultore italiano.

## Biografia
Fondatore della famiglia di intarsiatori Corbarelli, operò inizialmente a Firenze forse presso l'Opificio delle pietre dure e nel 1639 si trasferì Padova, dove lavorò nella Basilica di Santa Giustina dei monaci benedettini, realizzando in pietre dure la decorazione dell'altare maggiore.
Morì a Padova nel 1649.

## Discendenza
Figli:
- Antonio, scultore
- Benedetto, scultore
- Francesco (?-1718), scultore
- Simone, scultore.

continuarono l'attività del padre.